# Hispidopetra miniana
Hispidopetra miniana är en svampdjursart som beskrevs av Hartman 1969. Hispidopetra miniana ingår i släktet Hispidopetra och familjen Astroscleridae.
Artens utbredningsområde är havet kring Jamaica. Inga underarter finns listade i Catalogue of Life.